# Torneo Esperanzas de Toulon de 2016
El XLIV Torneo Esperanzas de Toulon de 2016 se disputó en Francia entre el 18 de mayo y el 29 de mayo del 2016. Participaron diez equipos de fútbol de distintos continentes. El torneo se celebra anualmente y se juega entre selecciones Sub-21. En esta edición algunas selecciones participaron con sus categorías Sub-23.
Este torneo contó con la particularidad de tener tres selecciones olímpicas, las cuales participaron en los Juegos Olímpicos Río 2016: Portugal (participó con la selección sub-20), Japón y México.

## Equipos participantes
El torneo contó con la presencia de diez selecciones de diferentes continentes.
| Equipos participantes | Equipos participantes | Equipos participantes | Equipos participantes |
| --------------------- | --------------------- | --------------------- | --------------------- |
| México                | Japón                 | Guinea                | Malí                  |
| Francia               | Bulgaria              | República Checa       | Inglaterra            |
| Portugal              | Paraguay              |                       |                       |

## Fase de grupos
Clasificado a la final
     Clasificado por el tercer puesto

### Grupo A
Horarios correspondientes a la hora local de Francia (UTC+2)
| Equipo          | Pts | PJ | PG | PE | PP | GF | GC | Dif |
| --------------- | --- | -- | -- | -- | -- | -- | -- | --- |
| Francia         | 12  | 4  | 4  | 0  | 0  | 7  | 2  | 5   |
| República Checa | 7   | 4  | 2  | 1  | 1  | 3  | 3  | 0   |
| Malí            | 4   | 4  | 1  | 1  | 2  | 7  | 6  | 1   |
| México          | 4   | 4  | 1  | 1  | 2  | 6  | 8  | -2  |
| Bulgaria        | 1   | 4  | 0  | 1  | 3  | 1  | 5  | -4  |

| 18 de mayo de 2016, 17ː00 | República Checa | 1ː0 (0ː0) | Malí | Stade Léo Lagrange, Toulon |                            |
|                           | Fulnek 63'      | Reporte   |      | Árbitro(s): Yudai Yamamoto | Árbitro(s): Yudai Yamamoto |

| 18 de mayo de 2016, 19ː30 | México      | 1ː3 (1ː2) | Francia                                  | Stade Léo Lagrange, Toulon  |                             |
|                           | González 3' | Reporte   | 9' 58' (pen.) Guirassy · 36' Batubinsika | Árbitro(s): Jonathan Lardot | Árbitro(s): Jonathan Lardot |

| 20 de mayo de 2016, 17ː00 | México    | 1ː2 (0ː2) | República Checa            | Stade de Lattre, Aubagne         |                                  |
|                           | Silva 61' | Reporte   | 10' Preisler · 14' Pulkrab | Árbitro(s): Radu Marian Pretescu | Árbitro(s): Radu Marian Pretescu |

| 20 de mayo de 2016, 19ː30 | Bulgaria | 0ː1 (0ː0) | Francia      | Stade de Lattre, Aubagne |                         |
|                           |          | Reporte   | 71' Guirassy | Árbitro(s): Ulises Luis  | Árbitro(s): Ulises Luis |

| 22 de mayo de 2016, 16ː00 | Malí                               | 3:3 (2:2) | México                                   | Stade d'Honneur, Salon-de-Provence |                        |
|                           | Tianda 6' · Diarra 18' · Niane 62' | Reporte   | 29' Carrasco · 40' Fierro · 54' González | Árbitro(s): Joao Silva             | Árbitro(s): Joao Silva |

| 22 de mayo de 2016, 18ː30 | República Checa | 0:0     | Bulgaria | Stade d'Honneur, Salon-de-Provence |                            |
|                           |                 | Reporte |          | Árbitro(s): Yudai Yamamoto         | Árbitro(s): Yudai Yamamoto |

| 24 de mayo de 2016, 17ː00 | Bulgaria | 0ː1 (0ː1) | México     | Stade Perruc, Hyères    |                         |
|                           |          | Reporte   | 18' Fierro | Árbitro(s): Ulises Luis | Árbitro(s): Ulises Luis |

| 24 de mayo de 2016, 19ː30 | Francia                 | 2ː1 (0ː0) | Malí      | Stade Perruc, Hyères      |                           |
|                           | Robinet 71' · Bamba 74' | Reporte   | 58' Niane | Árbitro(s): Radu Pretescu | Árbitro(s): Radu Pretescu |

| 26 de mayo de 2016, 17ː00 | Malí                            | 3ː1 (1ː0) | Bulgaria     | Stade Léo Lagrange, Toulon |                         |
|                           | Samassékou 29' 59' · Diarra 80' | Reporte   | Despodov 43' | Árbitro(s): Ulises Luis    | Árbitro(s): Ulises Luis |

| 26 de mayo de 2016, 19ː30 | Francia               | 2:0 (1ː0) | República Checa | Stade Léo Lagrange, Toulon |                        |
|                           | Salles 7' · Bamba 42' | Reporte   |                 | Árbitro(s): Joao Silva     | Árbitro(s): Joao Silva |

### Grupo B
| Equipo     | Pts | PJ | PG | PE | PP | GF | GC | Dif |
| ---------- | --- | -- | -- | -- | -- | -- | -- | --- |
| Inglaterra | 12  | 4  | 4  | 0  | 0  | 13 | 1  | 12  |
| Portugal   | 9   | 4  | 3  | 0  | 1  | 6  | 1  | 5   |
| Paraguay   | 6   | 4  | 2  | 0  | 2  | 5  | 9  | -4  |
| Japón      | 3   | 4  | 1  | 0  | 3  | 3  | 5  | -2  |
| Guinea     | 0   | 4  | 0  | 0  | 4  | 3  | 14 | -11 |

| 19 de mayo de 2016, 17ː00 | Guinea       | 1ː3 (1ː1) | Paraguay                             | Stade Léo Lagrange, Toulon |                           |
|                           | Guirassy 12' | Reporte   | 30' Díaz · 66' Alderete · 78' Britez | Árbitro(s): Benoit Millot  | Árbitro(s): Benoit Millot |

| 19 de mayo de 2016, 19ː30 | Inglaterra | 1ː0 (0ː0) | Portugal | Stade Léo Lagrange, Toulon |                          |
|                           | 60' Baker  | Reporte   |          | Árbitro(s): Nikola Popov   | Árbitro(s): Nikola Popov |

| 21 de mayo de 2016, 16ː15 | Japón     | 1ː2 (0ː1) | Paraguay            | Stade de Lattre, Aubagne  |                           |
|                           | Asano 61' | Reporte   | 18' Baez · 70' Díaz | Árbitro(s): Erick Miranda | Árbitro(s): Erick Miranda |

| 21 de mayo de 2016, 18ː45 | Portugal                 | 2ː0 (1ː0) | Guinea | Stade de Lattre, Aubagne |                        |
|                           | Balde 12' · Verdasca 58' | Reporte   |        | Árbitro(s): Pavel Orel   | Árbitro(s): Pavel Orel |

| 23 de mayo de 2016, 17ː15 | Japón | 0ː1 (0ː1) | Portugal  | Stade de Lattre, Aubagne  |                           |
|                           |       | Reporte   | 22' Horta | Árbitro(s): Benoit Millot | Árbitro(s): Benoit Millot |

| 23 de mayo de 2016, 19ː45 | Inglaterra                                                                    | 7ː1 (4ː1) | Guinea    | Stade de Lattre, Aubagne    |                             |
|                           | Grealish 7' 40' · Ward-Prowse 30' · Redmond 33' · Toure 50' · Woodrow 58' 73' | Reporte   | 1' Diallo | Árbitro(s): Jonathan Lardot | Árbitro(s): Jonathan Lardot |

| 25 de mayo de 2016, 17ː15 | Guinea     | 1:2 (1:2) | Japón                     | Stade Antoine Baptiste, Six-Fours-les-Plages |                        |
|                           | Soumah 11' | Reporte   | 3' Togashi · 39' Minamino | Árbitro(s): Pavel Orel                       | Árbitro(s): Pavel Orel |

| 25 de mayo de 2016, 19ː45 | Paraguay | 0:4 (0:1) | Inglaterra                               | Stade Antoine Baptiste, Six-Fours-les-Plages |                           |
|                           |          | Reporte   | 34' Baker · 46' 59' Loftus · 65' Redmond | Árbitro(s): Erick Miranda                    | Árbitro(s): Erick Miranda |

| 27 de mayo de 2016, 17ː15 | Japón | 0ː1 (0ː1) | Inglaterra | Stade Léo Lagrange, Toulon  |                             |
|                           |       | Reporte   | 5' Baker   | Árbitro(s): Jonathan Lardot | Árbitro(s): Jonathan Lardot |

| 27 de mayo de 2016, 19ː45 | Portugal                                  | 3ː0 (2ː0) | Paraguay | Stade Léo Lagrange, Toulon |                           |
|                           | Rodrigues 4' (pen.) 47' (pen.) · Silva 6' | Reporte   |          | Árbitro(s): Erick Miranda  | Árbitro(s): Erick Miranda |

## Tercer lugar
| 29 de mayo de 2016, 18:00 | República Checa                | 1ː1 (1:1) (4ː2 p.)         | Portugal                                              | Stade Parc des Sports, Avignon |                          |
|                           | Pulkrab 33'                    | Reporte                    | 36' Silva                                             | Árbitro(s): Nikola Popov       | Árbitro(s): Nikola Popov |
|                           |                                | Tiros desde el punto penal |                                                       |                                |                          |
|                           | Chorý · Fulnek · Falta · Kodeš |                            | João Pedro · Dias · Paulo Henrique · Macedo · Pereira |                                |                          |

## Final
| 29 de mayo de 2016, 20:45 | Francia    | 1ː2 (0ː2) | Inglaterra                  | Stade Parc des Sports, Avignon |                        |
|                           | Diallo 78' | Reporte   | 8' Baker · 39' Loftus-Cheek | Árbitro(s): Joao Silva         | Árbitro(s): Joao Silva |

|                       |
| Bandera de Inglaterra |
| Campeón               |
| Inglaterra            |
| 5° título             |